# امیرآباد (قلعه‌گنج)
امیرآباد، روستایی در دهستان دولاب بخش مرکزی شهرستان قلعه‌گنج در استان کرمان ایران است.

## جمعیت
بر پایه سرشماری عمومی نفوس و مسکن در سال ۱۳۹۵، جمعیت این روستا برابر با ۲۵۲ نفر (۷۳ خانوار) بوده‌است.